# World Series 1965
Le World Series 1965 sono state la 62ª edizione della serie di finale della Major League Baseball al meglio delle sette partite tra i campioni della National League (NL) 1965, i Los Angeles Dodgers, e quelli della American League (AL), i Minnesota Twins. A vincere il loro quarto titolo furono i Dodgers per quattro gare a tre.
La serie è ricordata per le prestazioni di Sandy Koufax, che fu nominato MVP delle World Series. Koufax non lanciò in gara 1, dal momento che cadeva nel giorno della festività ebraica dello Yom Kippur, ma lo fece in gara 2 e poi lanciò due shutout in gara 5 e 7 (con due soli giorni di riposo tra le due) per vincere il titolo. I Twins vinsero il loro primo pennant dal 1933 quando la squadra era conosciuta come Washington Senators. 

## Sommario
Los Angeles ha vinto la serie, 4-3.
| Gara | Data       | Risultato                                    | Stadio               | Tempo | Pubblico |
| ---- | ---------- | -------------------------------------------- | -------------------- | ----- | -------- |
| 1    | 6 ottobre  | Los Angeles Dodgers – 2, Minnesota Twins – 8 | Metropolitan Stadium | 2:29  | 47.797   |
| 2    | 7 ottobre  | Los Angeles Dodgers – 1, Minnesota Twins – 5 | Metropolitan Stadium | 2:13  | 48.700   |
| 3    | 9 ottobre  | Minnesota Twins – 0, Los Angeles Dodgers – 4 | Dodger Stadium       | 2:06  | 55.934   |
| 4    | 10 ottobre | Minnesota Twins – 2, Los Angeles Dodgers – 7 | Dodger Stadium       | 2:15  | 55.920   |
| 5    | 11 ottobre | Minnesota Twins – 0, Los Angeles Dodgers – 7 | Dodger Stadium       | 2:34  | 55.801   |
| 6    | 13 ottobre | Los Angeles Dodgers – 1, Minnesota Twins – 5 | Metropolitan Stadium | 2:16  | 49.578   |
| 7    | 14 ottobre | Los Angeles Dodgers – 2, Minnesota Twins – 0 | Metropolitan Stadium | 2:27  | 50.596   |

## Hall of Famer coinvolti
- Dodgers: Walter Alston (man.), Don Drysdale, Sandy Koufax
- Twins: Harmon Killebrew